# 十字軍 (1935年の映画)
『十字軍』（じゅうじぐん、原題・The Crusades）は、第3回十字軍を題材として1935年に製作・公開されたアメリカ合衆国の歴史映画である。セシル・B・デミルが製作・監督、ロレッタ・ヤングとヘンリー・ウィルコクソンなどが出演している。

## キャスト
- ベレンガリア（ナバラ王女、イングランド王妃）：ロレッタ・ヤング
- イングランド王リチャード1世：ヘンリー・ウィルコクソン
- サラディン：イアン・キース
- 隠者：C・オーブリー・スミス
- アリス（フランス王女）：キャサリン・デミル
- モンフェラート侯コンラート：ジョセフ・シルドクラウト
- ブロンデル：アラン・ヘイル
- フランス王フィリップ2世：C・ヘンリー・ゴードン
- 神聖ローマ皇帝フリードリヒ1世：ホバート・ボズワース

## スタッフ
- 製作・監督：セシル・B・デミル
- 脚本：ハロルド・ラム、ウォルデマー・ヤング、ダドリー・ニコルズ
- 撮影：ヴィクター・ミルナー
- 音楽：ルドルフ・コップ
- 編集：アン・ボーチェンズ
- ロレッタ・ヤングとキャサリン・デミルの衣裳：トラヴィス・バントン

## 映画賞候補
- アカデミー撮影賞：ヴィクター・ミルナー
- ヴェネツィア国際映画祭ムッソリーニ杯